# Differentialcharakter
Differentialcharaktere sind ein Begriff aus dem mathematischen Gebiet der Differentialtopologie, der die Kohomologiegruppen verallgemeinert.
Sekundäre charakteristische Klassen, zum Beispiel die Cheeger-Chern-Simons-Klassen von Vektorbündeln, sind Differentialcharaktere. Im Fall flacher Bündel sind diese dann sogar Kohomologieklassen.

## ℤ-wertige Differentialcharaktere
Sei {\displaystyle X} eine glatte Mannigfaltigkeit und {\displaystyle k\geq 1} eine ganze Zahl. Die Gruppe der {\displaystyle \mathbb {Z} }-wertigen Differentialcharaktere vom Grad {\displaystyle k} ist
{\displaystyle {\widehat {H}}^{k}(X;\mathbb {Z} ):=\left\{h\in \mathrm {Hom} (Z_{k-1}(X;\mathbb {Z} ),\mathbb {Z} )\mid h\circ \partial \in \Omega ^{k}(X)\right\}}.
Hierbei bezeichnet {\displaystyle Z_{k-1}(X;\mathbb {Z} )} die Gruppe der {\displaystyle (k-1)}-Zykel und die Notation {\displaystyle h\circ \partial \in \Omega ^{k}(X)} meint, dass es eine Differentialform {\displaystyle \omega \in \Omega ^{k}(X)} gibt, so dass
{\displaystyle h(\partial c)=\exp(2\pi i\int _{c}\omega )}
für jede glatte Kette {\displaystyle c\in C_{k}(X;\mathbb {Z} )} gilt.

## ℝ/ℤ-wertige Differentialcharaktere
Sei {\displaystyle X} eine glatte Mannigfaltigkeit und {\displaystyle k\geq 1} eine ganze Zahl. Die Gruppe der {\displaystyle \mathbb {R} /\mathbb {Z} }-wertigen Differentialcharaktere vom Grad {\displaystyle k} ist
{\displaystyle {\widehat {H}}^{k}(X;\mathbb {R} /\mathbb {Z} ):=\left\{h\in \mathrm {Hom} (Z_{k-1}(X;\mathbb {Z} ),\mathbb {R} /\mathbb {Z} )\mid h\circ \partial \in \Omega ^{k}(X)\right\}}.
Hierbei bezeichnet {\displaystyle Z_{k-1}(X;\mathbb {Z} )} die Gruppe der {\displaystyle (k-1)}-Zykel und die Notation {\displaystyle h\circ \partial \in \Omega ^{k}(X)} meint, dass es eine Differentialform {\displaystyle \omega \in \Omega ^{k}(X)} gibt, so dass
{\displaystyle h(\partial c)=\int _{c}\omega \ \mathrm {mod} \ \mathbb {Z} }
für jede glatte Kette {\displaystyle c\in C_{k}(X;\mathbb {Z} )} gilt.

## Kurze exakte Sequenzen

### Korand-Abbildung
Man hat eine kurze exakte Sequenz
{\displaystyle 0\to H^{k}(X;\mathbb {R} /\mathbb {Z} )\to {\widehat {H}}^{k}(X;\mathbb {R} /\mathbb {Z} )\to A_{0}^{k+1}(X)\to 0}.
Hierbei bezeichnet {\displaystyle A_{0}^{k+1}(X)} die Gruppe der geschlossenen Differentialformen mit ganzzahligen Perioden und die Abbildung
{\displaystyle \delta \colon {\widehat {H}}^{k}(X;\mathbb {R} /\mathbb {Z} )\to A_{0}^{k+1}(X)}
ordnet jedem {\displaystyle h\in {\widehat {H}}^{k}(X;\mathbb {R} /\mathbb {Z} )} die eindeutige Differentialform {\displaystyle \omega \in \Omega ^{k}(X)} mit
{\displaystyle h(\partial c)=\int _{c}\omega \ \mathrm {mod} \ \mathbb {Z} \ \quad \forall c\in C_{k}^{smooth}(X;\mathbb {Z} )} zu.
Insbesondere kann man {\displaystyle H^{k}(X;\mathbb {R} /\mathbb {Z} )} als Untergruppe von {\displaystyle {\widehat {H}}^{k}(X;\mathbb {R} /\mathbb {Z} )} auffassen.
Sekundäre charakteristische Klassen von Vektorbündeln geben Invarianten in {\displaystyle {\widehat {H}}^{k}(X;\mathbb {R} /\mathbb {Z} )}, die im Fall verschwindender Krümmung sogar in {\displaystyle H^{k}(X;\mathbb {R} /\mathbb {Z} )} liegen.

### Bockstein-Homomorphismus
Es gibt einen Homomorphismus
{\displaystyle b\colon {\widehat {H}}^{k}(X;\mathbb {R} /\mathbb {Z} )\to H^{k+1}(X;\mathbb {Z} )},
dessen Einschränkung auf {\displaystyle H^{k}(X;\mathbb {R} /\mathbb {Z} )} gerade der Bockstein-Homomorphismus ist. Er passt in eine exakte Sequenz
{\displaystyle 0\to A^{k}(X)/A_{0}^{k}(X)\to {\widehat {H}}^{k}(X;\mathbb {R} /\mathbb {Z} )\to H^{k+1}(X;\mathbb {Z} )\to 0}.